# レスリング・スーパースターズ・ライブ
レスリング・スーパースターズ・ライブ（Wrestling Superstars Live、略称：WSL）は、かつてアメリカ合衆国のミネソタ州ミネアポリスを拠点としていたプロレス団体。

## 歴史
1996年、AWAのミネソタ州でプロモーターを務めていたデール・ガグナーとジョニー・スチュアートがAWAスーパースターズ（AWA Super Stars）を設立。同年、ミネアポリスで旗揚げ戦を開催。以後からAWA王座を管理、認定していたのはAWAスーパースターズであったがインディー団体の一王座まで権威は下がると共に、1991年まで存在したAWA王座とは別である。
AWA王座の交渉窓口をスティーブ・コリノが担当していたことから、2005年1月に日本のプロレスリングZERO1-MAX、ZERO1-MAXの女子部「プロレスリングSUN」と業務提携を結んでZERO1-MAXでAWA世界ヘビー級王座とAWA世界ジュニアヘビー王座、SUNでAWA世界女子王座のタイトルマッチが行われていた。
2007年4月、「AWA」の権利を持つWWEから訴訟を起こされた。12月7日、コリノの引退により、ZERO1-MAXとの業務提携が終了。
2008年10月、「AWA」の使用禁止命令が下されて団体名をレスリング・スーパースターズ・ライブに改称。
2009年、活動停止。

## タイトル
AWAスーパースターズ時代に管理、認定されて団体名に合わせて冠も変更された王座
- WSL世界ヘビー級王座（旧：AWA世界ヘビー級王座）
- WSL世界ライトヘビー級王座（旧：AWA世界ライトヘビー級王座）

AWAスーパースターズ時代に封印された王座
- AWA世界タッグ王座
- AWA世界ジュニアヘビー級王座（現：インターナショナルジュニアヘビー級王座）
- AWA世界女子王座（現：HCW世界女子王座）
- AWAファイティング世界ヘビー級王座
- AWAインターナショナルヘビー級王座
- AWA USヘビー級王座

## AWAスーパースターズ時代に加盟していた団体
アメリカ
- ワールド・ワイド・チャンピオンシップ・レスリング（World Wide Championship Wrestling）
- ドリームス・プロジェクト（Dreams Project）
- ビリーブ（Believe）
- ロッキー・マウンテン・チャンピオンシップ・レスリング（Rocky Mountain Championship Wrestling）
- オール・アクション・レスリング（All Action Wrestling）
- プロ・プラチナ・レスリング（Pro Platinum Wrestling）
- ナショナル・チャンプオンシップ・レスリング（National Championship Wrestling）
- アソシエーション・オブ・ウーマン・ファイト（Association of Women Fight）
- チャンピオンシップ・レスリング・アライアンス（Alliance Championship Wrestling）[2]
- ハワイアン・チャンピオンシップ・レスリング（Hawaiian Championship Wrestling）

日本
- プロレスリングZERO1-MAX